# Gehle
Die Gehle ist ein 27 km langer, rechtsseitiger Nebenfluss der Weser im Landkreis Schaumburg in Niedersachsen und im Kreis Minden-Lübbecke in Nordrhein-Westfalen. Sie mündet in Höhe der Ortschaft Ilvese der Stadt Petershagen in die Weser ein.

## Name
Das Gewässer wird  1299 als Ghela erstmals schriftlich erwähnt. Der Name ist urverwandt mit dem indogermanischen Wort *gʰiló- mit der Bedeutung 'antreibend'.

## Geographie
Die Gehle führt das Wasser des 1714 als Wasserlösungsstollen am Nordhang des Bückeberges bei Sülbeck aufgefahrenen Sülbecker Stolln. Nachdem sie den Schaumburger Wald und damit das Land Niedersachsen verlassen hat, fließt sie in nördlicher Richtung ihrer Mündung entgegen. Bei Bierde mündet von rechts die Ils ein. Durch den Zufluss der Ils wird die Gehle mit Schadstoffen aus der ehemaligen niedersächsischen Sonderabfalldeponie Münchehagen belastet. Auch der Zufluss der Riehe, nördlich von Bierde, belastet die Gehle, die dann weiter durch Ilse und Döhren auf Ilvese zufließt.
Gehle sowie ihre Zuflüsse Riehe und Schlöpe unterqueren verrohrt den Mittellandkanal.

## Sonstiges
Bei Bierde gibt es einen Gehle-Pegel.